# Włodzienin
Włodzienin (v letech 1945-1946 Władzienin, česky Vladěnín, německy Bladen) je ves v jižním Polsku, v Opolském vojvodství, v powiatu Głubczyckém, ve gmině Branice, v Opavské pahorkatině na řece Troji.

## Geografie
Na řece Troja (pravý přítok Pštiny/Ciny) je před vsí Włodzienin od roku 2006 retenční nádrž Włodzienin (polsky zbiornik retencyjny Włodzienin), neboť při velkých dešťových srážkách nebo náhlých záplavách dochází k prudkému nárůstu množství vody v korytě. Nádrž chrání před povodněmi území dolního toku Troji, má zajistit bezpečí obyvatel v této oblasti a zamezit přílivu velkého množství vod do Odry v době vysokého stavu vody; v nádrži se dnes chovají ryby. Nezanedbatelné bude i využití turistické, ale dnes je v ní koupání zakázáno, protože okolní vsi nemají vybudované kanalizace s čističkami a splašky tečou přímo do retenční nádrže.

## Historie
V letech 1945-1954 byla ves Włodzienin sídlem gminy Władzienin (od roku 1946: gmina Włodzienin), která se skládala ze 7 gromad: Władzienin, Dzbańce, Jędrychowice, Posucice, Rogożany, Wojnowice a Wódka.

## Farnost
Ve Włodzienině (č. 138) je sídlo římskokatolické venkovské farnosti Svaté Trojice. Do farnosti Svaté Trojice ve Włodzienině patří vsi Włodzienin, Włodzienin-Kolonia a Bogdanowice-Kolonia.

## Cestovní ruch
Od srpna 2011 je bývalý kostel svatého Mikuláše, předělaný na vyhlídkovou věž. Kolem rozhledny je naučná stezka Historický park Vladěnín (polsky Park historyczny Włodzienin) se třemi hradisky, farním kostelem ve Włodzieninu, venkovskou světnicí ve Włodzieninu a přehradou Włodzienin.

## Galerie

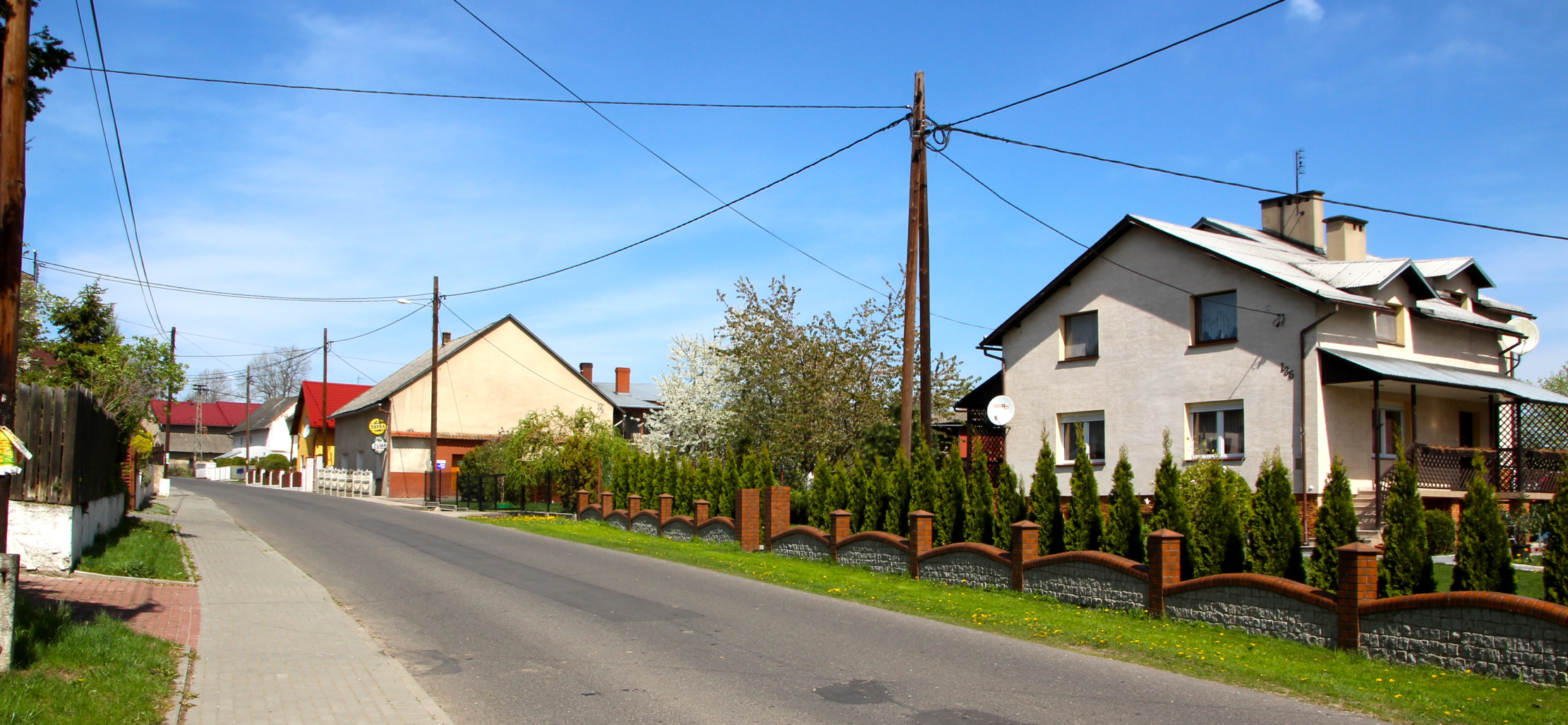
Włodzienin
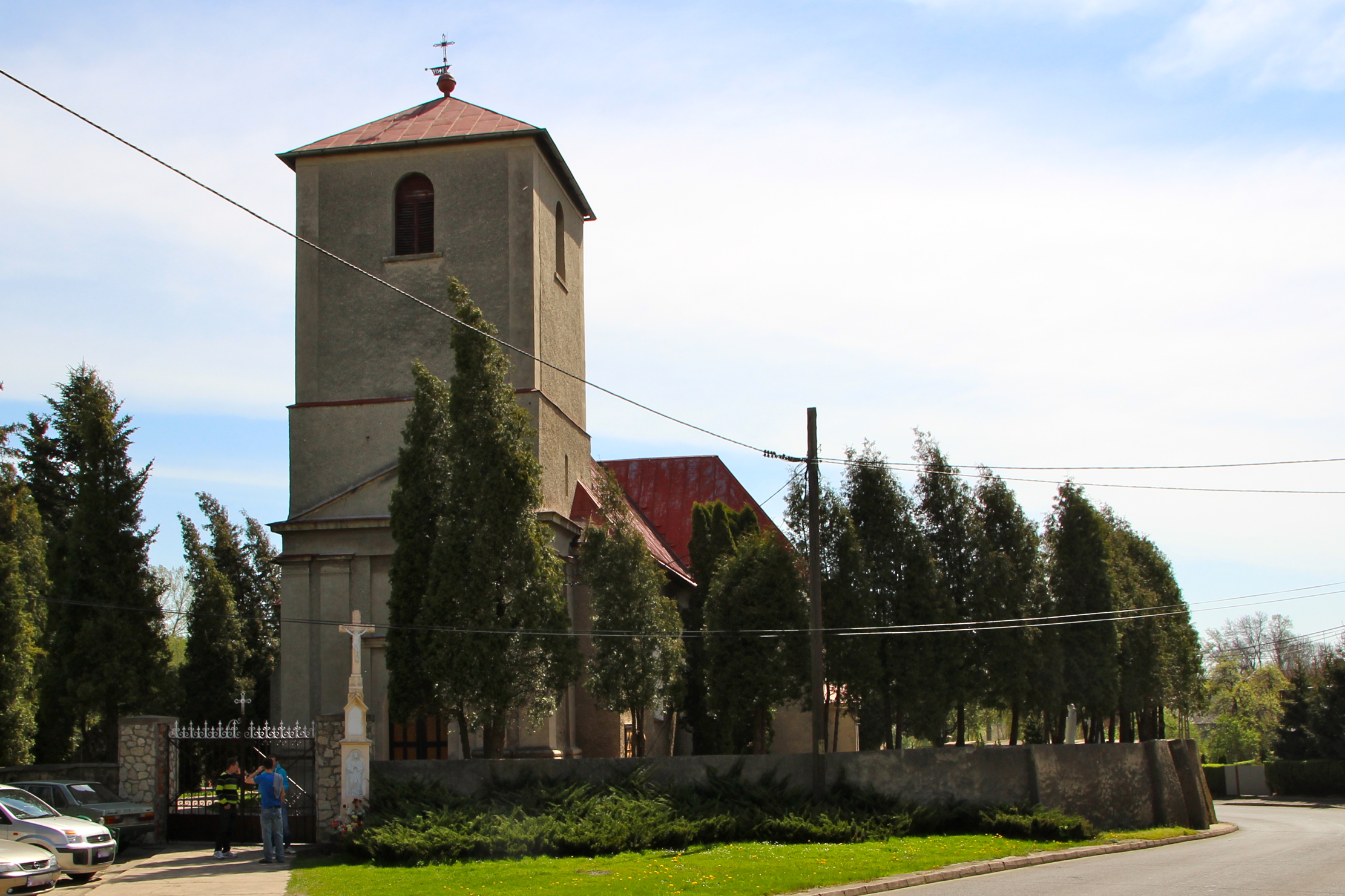
Farní kostel svaté Trojice
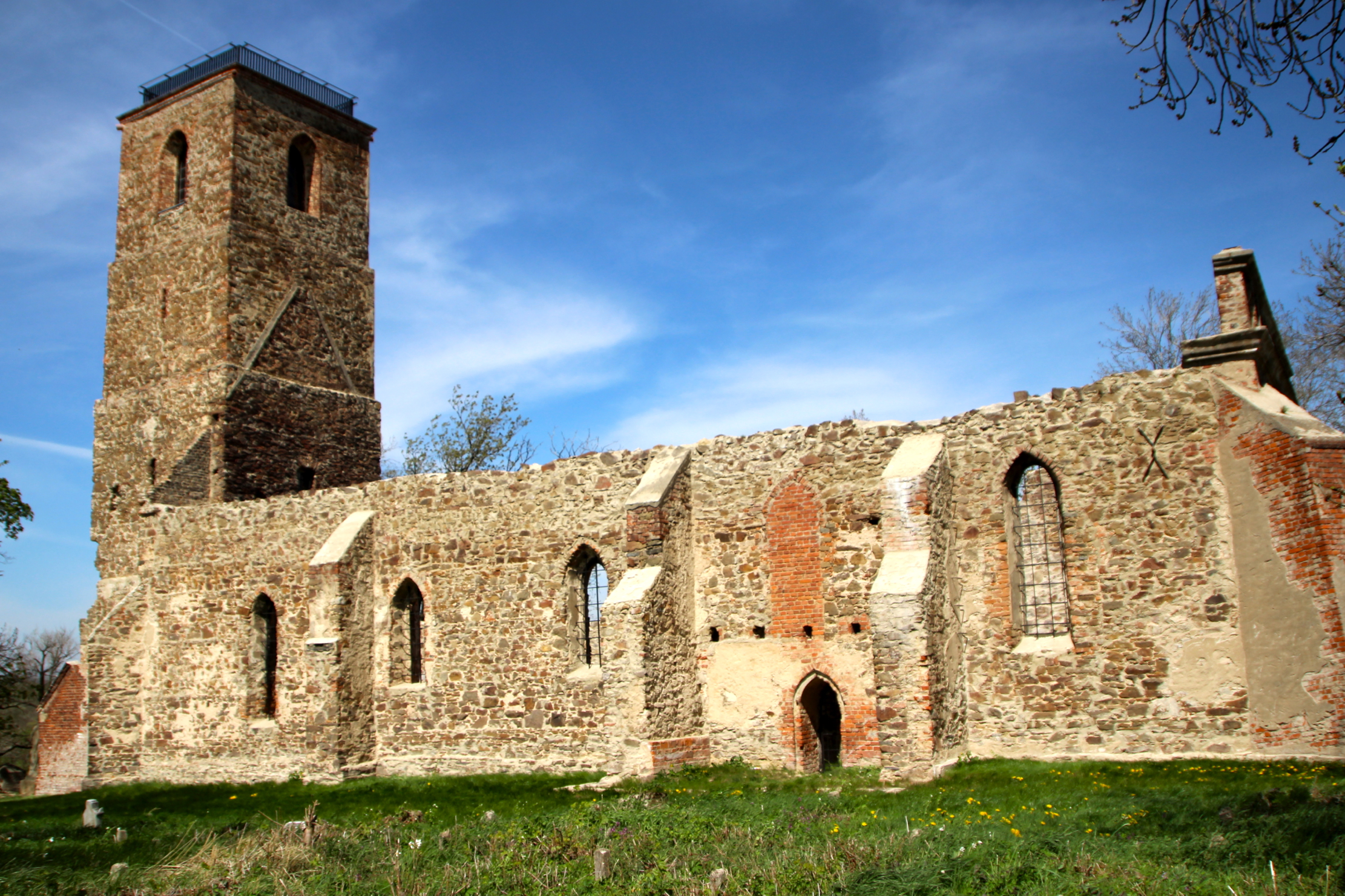
Ruiny kostela svatého Mikołaje předělané na rozhlednu
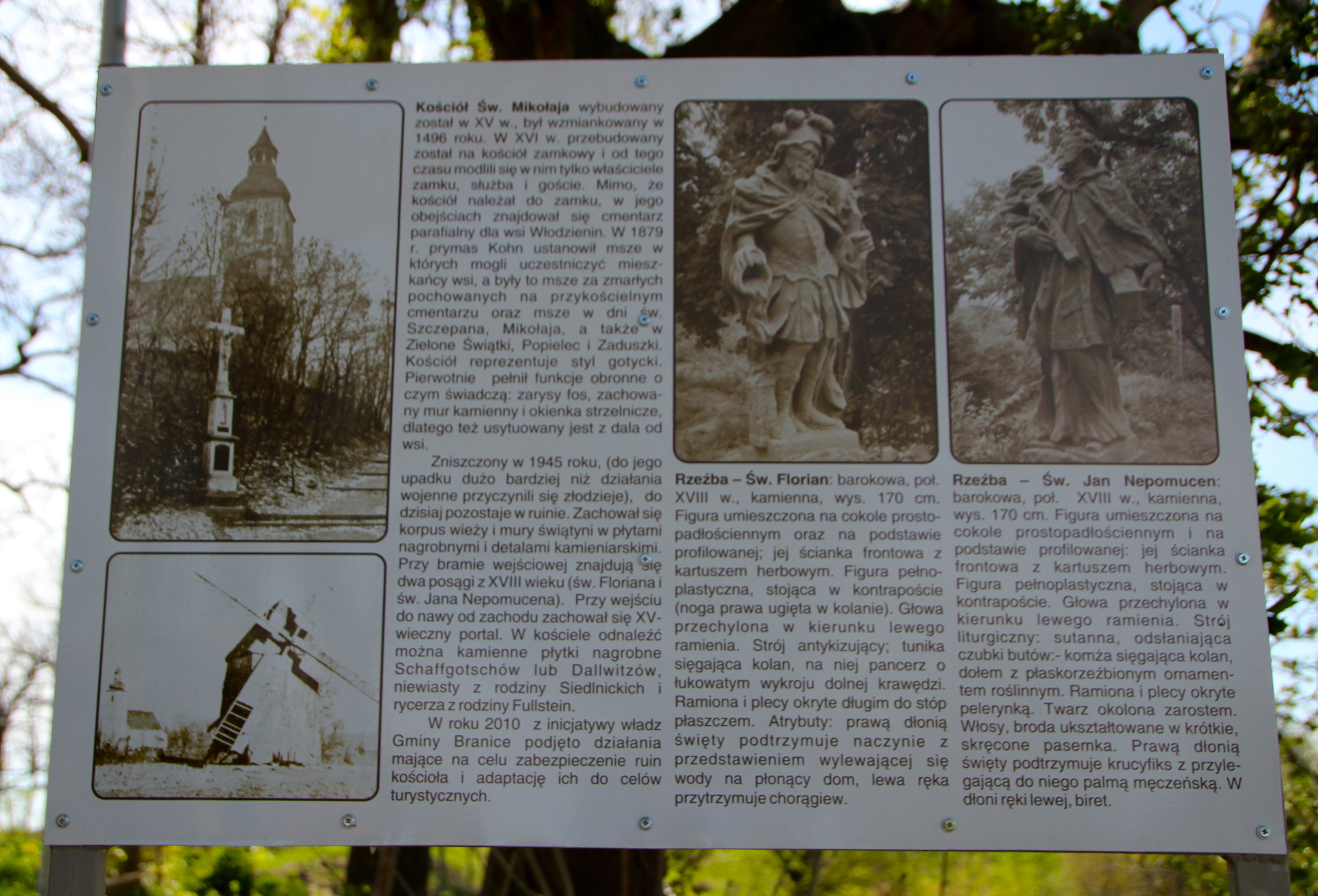
Místní kulturní památky
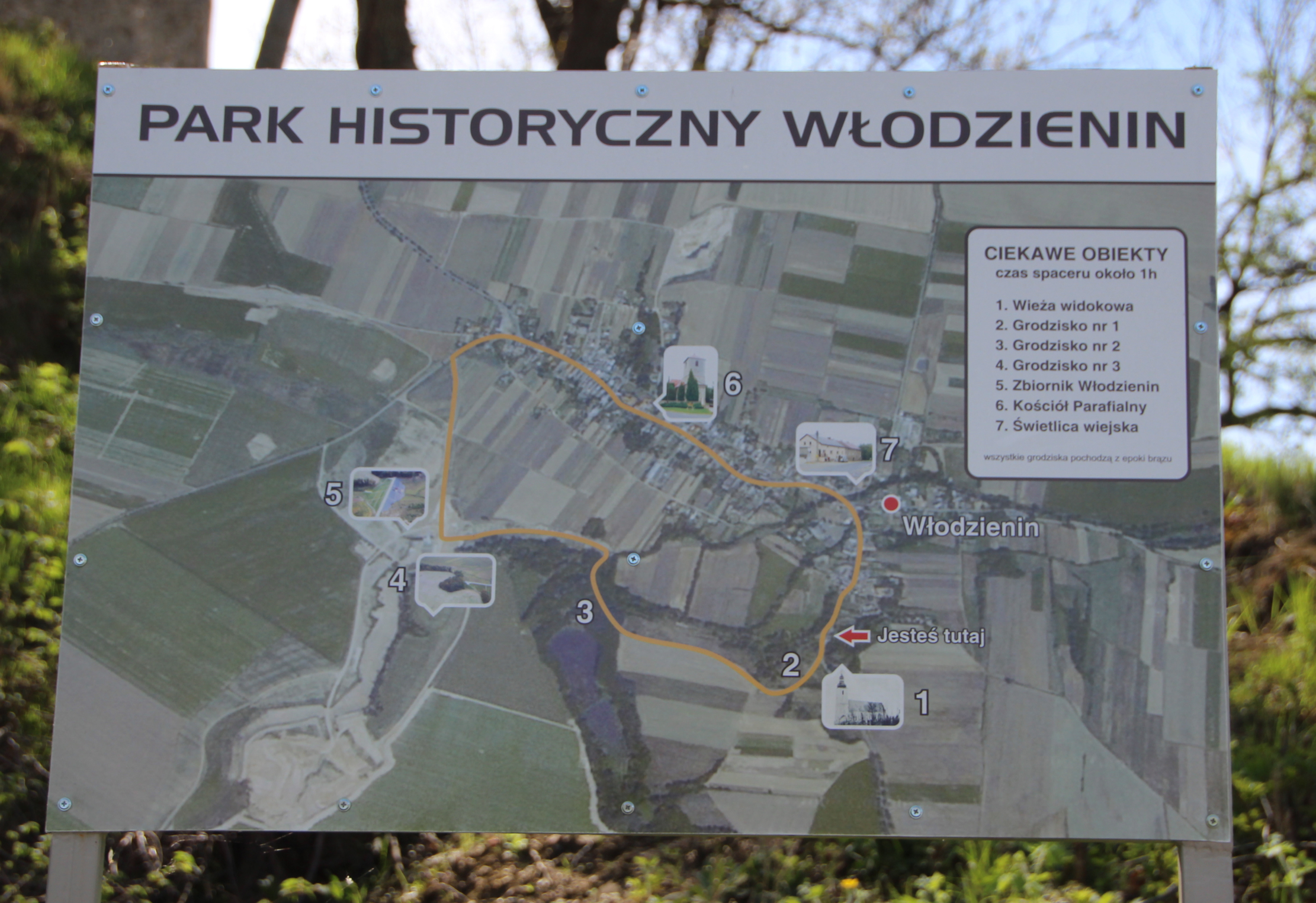
Włodzienin